# Shamsiddin Xudoyberdiyev
Shamsiddin Xudoyberdiyev (ur. 8 lutego 1966 w Urgucie) – uzbecki zapaśnik w stylu klasycznym. Olimpijczyk z Atlanty 1996, gdzie zajął szesnaste miejsce w kategorii do 52 kg.
Trzykrotny uczestnik mistrzostw świata; szósty w 2002. Trzeci na igrzyskach azjatyckich w 1994 i pierwszy na igrzyskach Centralnej Azji w 1995. Złoty medal mistrzostw Azji w 2003 i srebro w 1999.